# Louis Archinard
Louis Archinard (Le Havre, 11 febbraio 1850 – Villiers-le-Bel, 8 maggio 1932) è stato un generale francese. Partecipò alla conquista coloniale dell'Africa occidentale da parte della Francia.

## Biografia
Louis Archinard nacque l'11 febbraio 1850 a Le Havre, figlio di Louis Archinard, preside di una scuola protestante, e di Sophie Cattelain, insegnante di scuola elementare. Studiò all'École polytechnique, diplomandosi il 10 maggio 1870 come sottotenente nel reggimento di artiglieria di marina.
Dopo una missione in Cocincina tra il 1876 e il 1878, fu nominato ispettore degli studi all'École polytechnique.

### Campagne nel Sudan francese

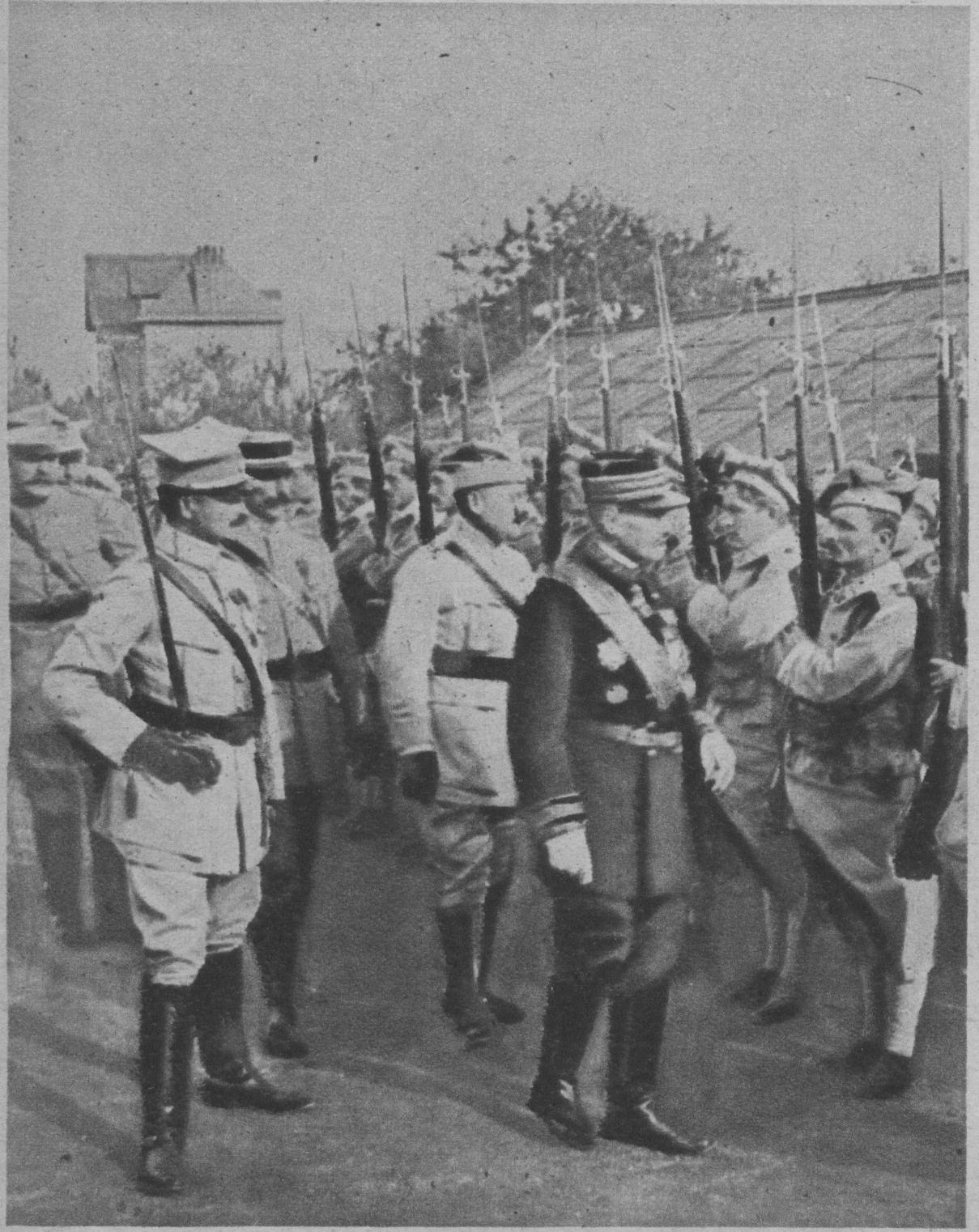
Il generale archinard passa in rassegna le truppe polacche a Sillé-le-Guillaume

Nell'ottobre 1880, su richiesta di Gustave Borgnis-Desbordes,  raggiunse il Sudan francese. Sbarcò a Saint-Louis e si diresse a Kayes. Nel febbraio 1889 fece distruggere il forte di Koundian, di proprietà di Ahmadou Tall, figlio di ʽUmar Tall. Il 6 aprile 1890 si impadronì di Ségou.
A Ségou Archinard fece prigioniero Abdoulaye, uno dei due giovani figli di Ahmadou Tall. Imbarcatosi per Bordeaux il 7 agosto 1890 insieme ad Abdulaye, Archinard affidò il bambino a dei conoscenti di Parigi. Dopo aver studiato all'accademia militare di Saint-Cyr, Abdoulaye Tall morì in Francia all'età di 20 anni, nel 1899. A Ségou, Louis Archinard si impossessò anche di oltre 400 manoscritti (opere di teologia, di diritto musulmano, di devozione, copie del Corano, ecc.) che inviò in Francia.
Archinard assediò Djenné, che conquistò il 12 aprile 1893. Alla fine di quell'anno, mentre si trovava in Francia per curarsi, fu sollevato dal comando delle truppe.

### Ritorno in Francia
In Francia, Louis Archinard fu promosso generale di brigata nell'aprile 1896, poi generale di divisione e quindi comandante della 32ª divisione di fanteria a Perpignano. Nel 1911 fu nominato membro del Conseil supérieur de la guerre. Nel luglio 1914 fu insignito della Gran Croce della Legion d'onore. Nel 1917 fu responsabile della creazione dell'Armata Blu polacca. Nel 1919 gli fu conferita la Médaille militaire. Nel 1924, Louis Archinard contribuì all'erezione del Monument aux héros de l'Armée noire a Reims, omaggio ai Tirailleurs sénégalais che difesero la città durante la prima guerra mondiale.
Il generale Archinard si ritirò a Villiers-le-Bel, dove morì l'8 maggio 1932. I suoi funerali si svolsero in una chiesa protestante di Le Havre il 13 maggio 1932, alla presenza del ministro della difesa François Pietri e del generale Henri Gouraud. È sepolto nel cimitero di Santa Maria di Le Havre. Nella tomba di famiglia è sepolta anche Naba Kamara, una bambina che aveva portato con sé dall'Africa, figlia di un capo Bambara morto durante la presa di Djenné. Naba Kamara visse a Le Havre fino alla sua morte, avvenuta nel gennaio 1921 all'età di 43 anni.
Nel suo necrologio, pubblicato il giorno successivo alla morte, il quotidiano Excelsior affermò che Archinard "si collocherà con Lyautey, Gouraud, Gallieni e Mangin tra le glorie coloniali più pure della Terza Repubblica".

## Decorazioni

### Decorazioni francesi
Legion d'onore
- Cavaliere (25 agosto 1881)
- Ufficiale (9 luglio 1889)
- Commendatore (11 luglio 1903)
- Grand'ufficiale (30 dicembre 1908)
- Gran croce (11 luglio 1914)

 Médaille militaire
 Croix de guerre 1914-1918
 Medaglia interalleata della vittoria
 Médaille commémorative de la guerre 1870-1871
 Médaille commémorative de la guerre 1914-1918
 Médaille coloniale con barretta SOUDAN
 Gran Croce dell'Ordine di Nichan el Anouar

### Decorazioni straniere
Croce al valore (Polonia)
 Croce d'argento dell'Ordine Virtuti militari (Polonia)